# 真州 (大历)
真州，中国唐朝时设置的州。
唐玄宗天宝五载（746年），分临翼郡（翼州）的鸡川县（今四川省茂县雅都乡）、昭德县（今四川省黑水县色古尔乡）为昭德郡。下辖真符县（今四川省茂县西北维城乡前村）、鸡川县、昭德县。唐肃宗乾元元年（758年）改昭德郡置真州，治所在真符县。《旧唐书·地理志》真州： “取真符县为名。” 辖境相当今四川茂县西北及黑水县东南一带。唐代宗广德元年（763年）真州没于吐蕃。唐朝在茂州汶山县设置行真州（今四川省茂县渭门乡）。大曆五年（770年）唐朝在真州故地设立行悉州（今四川省茂县维城乡九龙村）。唐穆宗長慶元年（821年），行真州降为羁縻真州，行悉州降为羁縻悉州。
真州刺史
- 兰火逵